# Martimporra
Martimporra  es un lugar de la parroquia asturiana de San Julián, es la capital del concejo de Bimenes, en el norte de España. Se halla a unos 300 m de altura sobre el nivel del mar. De acuerdo al INE de 2023 cuenta con 20 habitantes.
Destaca en Martimporra sobre todas las demás edificaciones el Palacio de Martimporra, del siglo XVII. Fue mandado construir por Juan de Valvidares y Cecilia Estrada, marqueses de Villapanes y perteneció después al marqués de Casa Estrada. De planta cuadrada y 2 pisos de altura, presenta dos torres en sus laterales y una capilla dedicada a la Virgen del Camino.
Otros edificios notables del lugar son la casa consistorial que data de 1966, la Casa Sindical, el Economato de Hunosa, la biblioteca, la Casa de Cultura de 1985 o el consultorio médico.

## Geografía

### Ubicación
| Noroeste: Xugueros    | Norte: San Julián | Noreste: Perezal |
| Oeste: Carbayal       |                   | Este: El Cueto   |
| Suroeste La Fontanina | Sur: La Vegona    | Sureste: Granxu  |

## Demografía
Evolución de la población
| Gráfica de evolución demográfica de Martimporra entre 2000 y 2016  |
|                                                                    |
| Población de derecho (2000-2016) según el padrón municipal del INE |